# Powiat Döbeln
Powiat Döbeln (niem. Landkreis Döbeln) – dawny powiat w rejencji Lipsk, w niemieckim kraju związkowym Saksonia. Od 1 sierpnia 2008 jego tereny wchodzą do powiatu Mittelsachsen (okręg administracyjny Chemnitz).
Stolicą powiatu Döbeln był Döbeln.
Miasta
- Döbeln (20.939)
- Hartha (8.193)
- Leisnig (6.752)
- Roßwein (7.325)
- Waldheim (8.805)

Gminy
- Bockelwitz (2.797)
- Ebersbach (1.082)
- Großweitzschen (3.243)
- Mochau (2.662)
- Niederstriegis (1.344)
- Ostrau (4.266)
- Ziegra-Knobelsdorf (2.319)
- Zschaitz-Ottewig (dawniej: Zschaitz, 1.436)

Wspólnoty administracyjne
- Wspólnota administracyjna Döbeln; gmina Döbeln i Ebersbach
- Wspólnota administracyjna Ostrau; gmina Ostrau i Zschaitz-Ottewig
- Wspólnota administracyjna Roßwein; gmina Niederstriegis i Roßwein
- Wspólnota administracyjna Waldheim; gmina Waldheim i Ziegra-Knobelsdorf